# Le Mesnil-Caussois
Le Mesnil-Caussois és un municipi francès situat al departament de Calvados i a la regió de Normandia. L'any 2007 tenia 125 habitants.

## Demografia

### Població
El 2007 la població de fet de Le Mesnil-Caussois era de 125 persones. Hi havia 48 famílies de les quals 12 eren unipersonals (12 homes vivint sols), 12 parelles sense fills, 20 parelles amb fills i 4 famílies monoparentals amb fills.
La població ha evolucionat segons el següent gràfic:
Habitants censats

### Habitatges
El 2007 hi havia 60 habitatges, 49 eren l'habitatge principal de la família, 8 eren segones residències i 3 estaven desocupats. 58 eren cases i 1 era un apartament. Dels 49 habitatges principals, 37 estaven ocupats pels seus propietaris, 10 estaven llogats i ocupats pels llogaters i 2 estaven cedits a títol gratuït; 3 tenien dues cambres, 11 en tenien tres, 14 en tenien quatre i 21 en tenien cinc o més. 47 habitatges disposaven pel capbaix d'una plaça de pàrquing. A 24 habitatges hi havia un automòbil i a 20 n'hi havia dos o més.

### Piràmide de població
La piràmide de població per edats i sexe el 2009 era:
| Homes | Edats   | Dones |
| ----- | ------- | ----- |
| 0     | 95 o +  | 0     |
| 0     | 90 a 94 | 0     |
| 0     | 85 a 89 | 0     |
| 0     | 80 a 84 | 4     |
| 0     | 75 a 79 | 0     |
| 4     | 70 a 74 | 4     |
| 4     | 65 a 69 | 4     |
| 4     | 60 a 64 | 0     |
| 8     | 55 a 59 | 4     |
| 0     | 50 a 54 | 8     |
| 0     | 45 a 49 | 0     |
| 0     | 40 a 44 | 0     |
| 4     | 35 a 39 | 4     |
| 4     | 30 a 34 | 4     |
| 12    | 25 a 29 | 4     |
| 0     | 20 a 24 | 0     |
| 0     | 15 a 19 | 0     |
| 0     | 10 a 14 | 0     |
| 0     | 5 a 9   | 4     |
| 4     | 0 a 4   | 4     |

## Economia
El 2007 la població en edat de treballar era de 83 persones, 66 eren actives i 17 eren inactives. De les 66 persones actives 62 estaven ocupades (35 homes i 27 dones) i 4 estaven aturades (2 homes i 2 dones). De les 17 persones inactives 8 estaven jubilades, 3 estaven estudiant i 6 estaven classificades com a «altres inactius».
Activitats econòmiques
Dels 2 establiments que hi havia el 2007, 1 era d'una empresa de fabricació d'altres productes industrials i 1 d'una empresa de serveis.
L'any 2000 a Le Mesnil-Caussois hi havia 12 explotacions agrícoles que ocupaven un total de 414 hectàrees.

## Poblacions més properes
El següent diagrama mostra les poblacions més properes.